# Rosamaria Montibeller
Rosamaria Montibeller est une joueuse de volley-ball brésilienne née le 9 avril 1994 à Nova Trento (Santa Catarina). Elle mesure 1,85 m et joue au poste d’attaquante. Elle totalise 15 sélections en équipe du Brésil.

## Clubs
| Club                    | De        | À         |
| ----------------------- | --------- | --------- |
| Nova Trento             | 2003-2004 | 2010-2011 |
| São Caetano             | 2011-2012 | 2012-2013 |
| Campinas Voleibol Clube | 2013-2014 | 2013-2014 |
| Esporte Clube Pinheiros | 2014-2015 | 2014-2015 |
| Minas Tênis Clube       | 2015-2016 | 2017-2018 |
| Praia Clube             | 2018-2019 | 2018-2019 |
| Perugia Volley          | 2019-2020 | 2019-2020 |
| VBC Casalmaggiore       | 2020-2021 | …         |

## Palmarès

### Équipe nationale
- Grand Prix Mondial
  - Vainqueur : 2017.
- World Grand Champions Cup
  - Finaliste : 2017.
- Championnat d'Amérique du Sud
  - Vainqueur : 2017.
- Jeux Panaméricains
  - Finaliste : 2015.
- Championnat du monde des moins de 23 ans
  - Vainqueur : 2015.
- Championnat d'Amérique du Sud  des moins de 22 ans
  - Vainqueur : 2014.
- Coupe panaméricaine des moins de 23 ans
  - Finaliste : 2012.
- Championnat d'Amérique du Sud  des moins de 20 ans
  - Vainqueur : 2012.
- Championnat d'Amérique du Sud  des moins de 16 ans
  - Vainqueur : 2011.

### Clubs
- Coupe du Brésil
  - Vainqueur : 2015.
  - Finaliste : 2017, 2019.
- Championnat sud-américain des clubs
  - Vainqueur : 2018.
  - Finaliste : 2019.
- Championnat du Brésil
  - Finaliste : 2019.
- Supercoupe du Brésil
  - Vainqueur : 2018.
  - Finaliste : 2017.

### Distinctions individuelles
- Championnat d'Amérique du Sud féminin de volley-ball des moins de 20 ans 2012: Meilleure attaquante[4].
- Championnat du monde de volley-ball féminin des moins de 23 ans 2015: Meilleure attaquante[5].
- Championnat sud-américain des clubs de volley-ball féminin 2018: Meilleure réceptionneuse-attaquante[6].